# 신창초등학교 (제주)
신창초등학교는 대한민국 제주특별자치도 제주시에 있는 공립 초등학교이다.

## 학교 연혁
- 1935년	5월 10일	한림공립보통학교 신창분교
- 1938년	4월 14일	신창 공립 심상소학교 4년제 운영(2학급)
- 1941년	3월 22일	제1회 졸업
- 1941년	4월 1일	신창 공립 국민학교로 교명개칭
- 1950년	6월 1일	신창국민학교로 교명개칭
- 1981년	3월 10일	신창국민학교 병설유치원 개원(1학급)
- 1995년	3월 1일	조수초등학교 및 용수초등학교 일부 통합
- 1996년	3월 1일	판포초등학교 통합
- 1998년	3월 1일	초·중학교 통합 운영 체제로 전환
- 1998년	3월 20일	신창초·중학교 통합학교 개교기념일
- 2016년	9월 1일	통합학교 제9대 교장 김경희 취임
- 2017년	2월 3일	제 77회 초등학교 졸업식, 초.중 통합 제19회 (졸업생 총수 4,434명)
- 2017년 3월 1일       진로교육 집중학년.학기제 시범학교 운영
- 2018년 3월 1일       진로교육 집중학년.학기제 시범학교 운영, 수업전념학년제 운영
- 2018년 9월 1일       통합학교 제10대 교장 박형숙 선생님 취임
- 2019년 1월 9일       제 79회 초등학교 졸업식, 초,중 통합 제21회 (졸업생 총수 4,459명)

## 참고 자료
- 신창초등학교 - 한국교육학술정보원 학교알리미